# Hirundo nigrita
La golondrina negrita (Hirundo nigrita) es una especie de ave paseriforme de la familia Hirundinidae propia de África occidental y central. Se encuentra en Angola, Benín, República Centroafricana, República del Congo, Costa de Marfil, Guinea Ecuatorial, Gabón, Ghana, Guinea, Guinea-Bissau, Liberia, Nigeria, Sierra Leona y Uganda.